# Charles-Ferdinand Nothomb

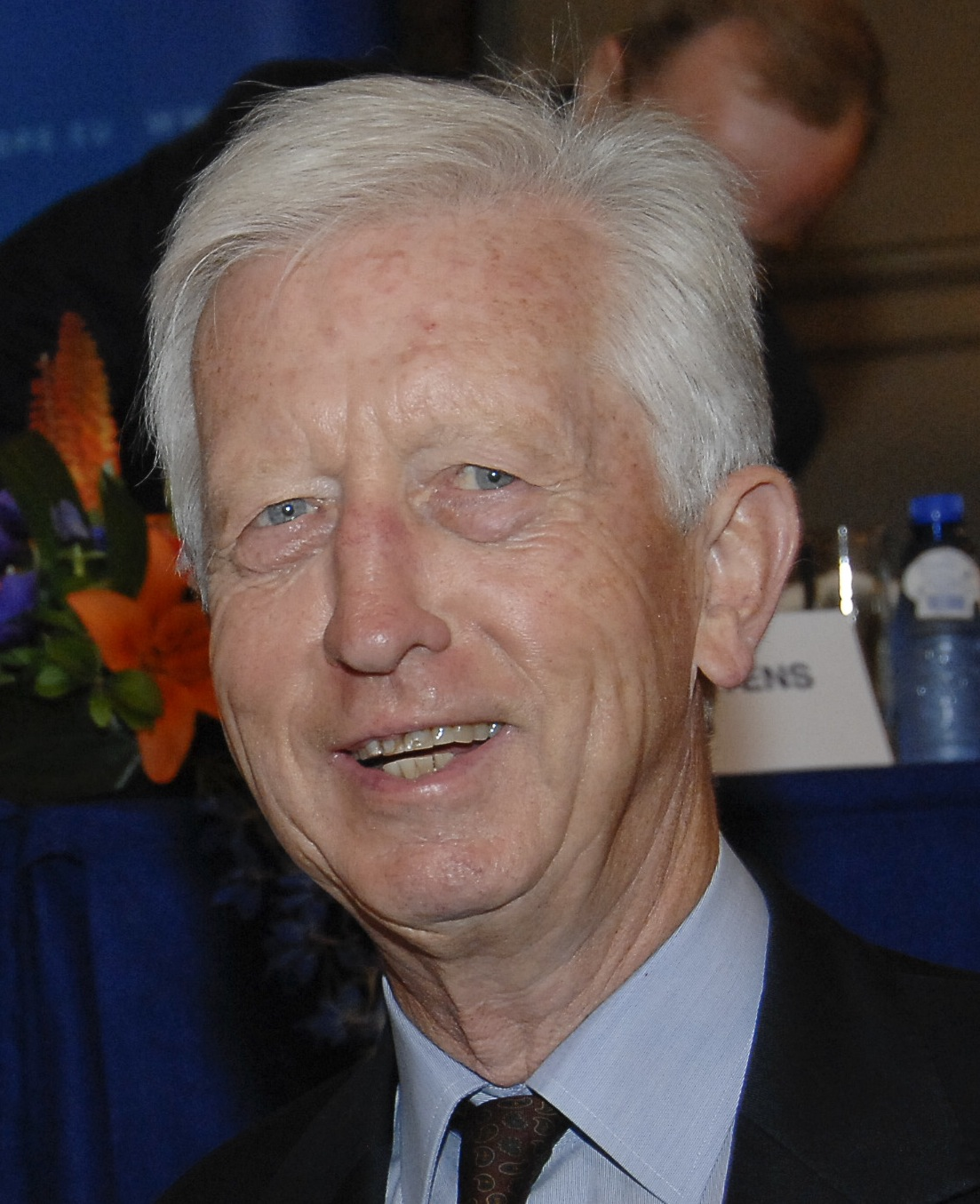
Charles-Ferdinand Nothomb (2009)

Baron Charles-Ferdinand N.M.P. Nothomb (* 3. Mai 1936 in Brüssel; † 19. April 2023) war ein belgischer Politiker der französischsprachigen christdemokratisch-humanistischen Parteien Parti Social-Chrétien (PSC) bzw. centre démocrate Humaniste (cdH). Er war belgischer Außenminister in den Jahren 1980 und 1981. Nothomb war Vizepräsident der Europäischen Bewegung International. Ab dem 20. Juni 2009 amtierte er bis zum Ende der Kampagne Pro-Lissabon-Vertrag in Irland für Pat Cox als Präsident.
Charles-Ferdinand Nothomb ist ein Großonkel der belgischen Schriftstellerin Amélie Nothomb.

## Partei
Nothomb war Parteichef der Parti Social Chrétien (PSC) (heutige cdH) von März 1972 bis April 1979 und von März 1996 bis Juni 1998.

## Politik
Nothomb gehörte von März 1968 bis Mai 1995 der Belgischen Abgeordnetenkammer an. Er amtierte von April 1979 bis Mai 1980 und erneut von Mai 1988 bis April 1995 als deren Vorsitzender. Anschließend war er Senator von Mai 1995 bis Juni 1999. Zusätzlich war er von Juli 1979 bis Mai 1980 Abgeordneter im Europäischen Parlament.
In der belgischen Regierung amtierte er als Außenminister von Mai 1980 bis Dezember 1981, dann Vizepremierminister und Innenminister von Dezember 1981 bis November 1985 sowie Vizepremierminister, Innenminister und Minister für die Dezentralisierung von November 1985 bis Oktober 1986.

## Ehrungen
- Januar 1995: Staatsminister